# Răspundem pentru ei
Răspundem pentru ei este un film românesc din 1985 regizat de Felicia Cernăianu.